# Açude do Jatobá
O Açude do Jatobá é um açude de Patos, Paraíba Localizado Entre o Jatobá-Mutirão e que serve de abastecimento de água para a cidade.

## História
O Jatobá, que já foi o principal açude no abastecimento da cidade de Patos, teve sua construção em 1952 no governo de José Américo e sangrou pela primeira vez no dia 25 de março de 1960.
Sua maior sangria foi em 13 de Abril de 2009, após uma madrugada de grande chuva que chegou a totalizar 285mm, tal evento ficou conhecido pela população local como "Dilúvio" devido aos estragos causados.
No Final de 2015 o Açude se encontrava com Apenas 4,5% de sua capacidade.
Sua sangria mais recente foi em 23 de Abril de 2020, após 11 anos e 10 dias de seca.

## Localização e importância
Possui uma capacidade de armazenamento de água de 17 milhões de m³ e está localizado às margens da PB-110, saída para Teixeira, próximo ao campus da UFCG.
É o mais antigo reservatório de Patos e o mais popular, vários bairros cresceram às suas margens, a exemplo Alto da Tubiba, Mutirão, Nova Conquista e o próprio bairro do Jatobá.
Suas águas possuem uma importância grande, também para a agricultura, pois são utilizadas para irrigar algumas culturas agrícolas que abastecem principalmente a população de Patos e da vizinha cidade São José do Bonfim.